# Il re della pioggia
Henderson Il re della pioggia (titolo orig. Henderson the Rain King) 1959 è un romanzo di Saul Bellow, pubblicato nel 1959, uno dei suoi lavori più popolari, il preferito dall'autore stesso.
Il libro racconta le vicende di Eugene Henderson, un americano di 55 anni, miscelando il discorso filosofico con le avventure comiche, Nel pieno della maturità, ricco e con molti figli e donne a carico, egli fugge nel cuore dell'Africa alla ricerca di verità elementari sul mondo e su se stesso. Ne emerge un ritratto a tratti spassoso e divertente, ma al contempo un'inedita e corrosiva figura del tradizionale "innocente" americano medio.
Si è classificato al ventunesimo posto nella lista dei 100 Best Novels in lingua inglese.

## Edizioni italiane
- Il re della pioggia, traduzione di Luciano Bianciardi, Collana I Narratori n.60, Milano, Feltrinelli, 1959. - Collana UEF n.433, Feltrinelli, 1963; Collana Garzanti per tutti n.55, Milano, Garzanti, 1966; Milano, Euroclub, 1977.
- Il re della pioggia, traduzione di Luciano Bianciardi, Introduzione di Vincenzo Mantovani, Collana Oscar Narrativa n.704 (Oscar n.1781), Milano, Mondadori, luglio 1984. - Collana Oscar Classici Moderni n.115, Mondadori, 1995, ISBN 88-04-25109-3; Collana I grandi della narrativa n.7, in allegato a Famiglia Cristiana n.31, Cuneo, Edizioni San Paolo, 9 agosto 1998; Collana I MITI Novecento n.4, Mondadori, 2000, ISBN 977-15-903-7400-0.
- Henderson Il re della pioggia, in "Romanzi", vol. I, traduzione di Luciano Bianciardi riveduta da Luciana Bianciardi, a cura di Guido Fink, Collana I Meridiani, Milano, Mondadori, 2007, ISBN 978-88-04-56242-9.
- Henderson Il re della pioggia, traduzione di Luciano Bianciardi riveduta da Luciana Bianciardi, Collana Oscar Moderni, Milano, Mondadori, 2022, ISBN 978-88-047-6670-4.